# 權正赫 (ラグビー選手)
權 正赫（権 正赫、ハングル:권정혁、クォン・ジョンヒョク、1989年2月5日 - ）は、韓国出身のラグビーユニオン選手。

## プロフィール
- ポジションはセンター(CTB)。
- 身長 178cm、体重 93kg
- ニックネームはクォン。
- 韓国代表に選ばれたことがある[1]。

## 来歴
15歳からラグビーを始めた。
慶山高校、朝明高校を経て、2008年、帝京大学に入る。
2012年、帝京大学卒業後、福岡サニックスブルース（現・宗像サニックスブルース）に加入。なお帝京大学時代の同級生には伊藤拓巳、大出憲司、小山田岳、辻井健太、滑川剛人、白隆尚、南橋直哉、森田佳寿、吉田康平らがいる。また同年9月23日に行われたジャパンラグビートップリーグ第4節のヤマハ発動機ジュビロ戦に先発出場で公式戦初出場を果たした。
2017年、釜石シーウェイブスに加入。
2018年、釜石シーウェイブスを退団した。